# Vineyardbeweging
De Vineyardbeweging is een evangelische denominatie of beweging. Zij is onderdeel van de wereldwijde Association of Vineyard Churches. Bij deze denominatie zijn wereldwijd ruim 1650 kerken aangesloten.
Historisch gezien komt de Vineyardbeweging zowel voort uit kerkplanting, als uit een vernieuwingsbeweging binnen de bestaande kerken. Internationaal gezien wordt de term 'Empowered Evangelicals' gebruikt, om aan te geven dat de beweging haar wortels heeft in het traditionele evangelicalisme, en niet in de pinksterbeweging, hoewel zij daar wel veel verwantschap mee heeft, en daar door veel mensen, al dan niet terecht, mee wordt geassocieerd.

## Geschiedenis
John Wimber wordt gezien als de stichter en leider van de beweging, hoewel er al Vineyardkerken bestonden (1974, Kenn Gulliksen) toen hij zich met zijn kerk in Yorba Linda aansloot bij de beweging. Wimber was voorganger van de Calvary Chapel. Hij stapte in 1982 uit deze denominatie, wegens een verschil van mening over de leer inzake de rol van geestelijke gaven binnen de kerk. Dit verschil kwam aan het licht toen Lonnie Frisbee, een leider van de Jesus Movement, op Moederdag 1980 sprak in de kerk in Yorba Linda, waarbij, volgens de interpretatie van de Charismatische beweging, de Heilige Geest optrad. Dat ging gepaard met genezingen, schudden en het spreken in tongentaal.
Na de dood van Wimber in 1997 ontstond er een zichtbaar leiderschapsvacuüm. Wimber werd pas in januari 1998 opgevolgd door Tod Hunter, die op zijn beurt in mei 2000 werd opgevolgd door Bert Waggoner.
In het begin van haar bestaan had de Vineyardbeweging geen officiële geloofsbelijdenis. De reden hiervoor moet niet worden gezocht in de afwezigheid van een gemeenschappelijke geloofsbasis, maar meer in het feit dat John Wimber lange tijd een persoonlijk stempel drukte met zijn leringen. Een andere oorzaak was dat de Vineyardbeweging zich graag ‘laagdrempelig’ wilde presenteren naar de buitenwacht. Sinds 1994 is er echter de Vineyard Statement of Faith.
In het begin van haar bestaan werd de Vineyardbeweging met enige regelmaat beschuldigd van ketterij of ontrouw aan dogma’s van het christelijk geloof, in het bijzonder vanwege de soms controversiële leringen van John Wimber over de gaven van de Heilige Geest en de emotionele uitingen tijdens diensten, die werden toegeschreven aan de Heilige Geest. Sommige van Wimbers tegenstanders hebben gezegd dat zijn leringen in strijd waren met die van de "gewone" evangelische stroming: de Vineyardbeweging zou het sola scriptura (‘de Schrift alleen’) uit de protestantse reformatie ontkennen, door te beweren dat nieuwe ‘openbaringen of profetieën gelijkwaardig aan of zelfs belangrijker zouden zijn dan de Bijbel. Deze kritiek is volgens anderen onterecht: Wimber zou altijd volgehouden hebben dat de Vineyardkerken alles moesten toetsen aan de Schrift. Door de jaren heen heeft Wimber altijd vermeden publiekelijk te reageren op beschuldigingen. In plaats daarvan verkoos hij geschillen met critici onder vier ogen te bespreken. Volgens hem was dit de Bijbelse weg van omgaan met kritiek.
Maar omdat de invloed van de Vineyardbeweging groeide en zekere (negatieve) beweringen, zowel binnen de Vineyardbeweging als daarbuiten, steeds vaker werden geuit, koos Wimber er toch voor om in 1992 publiekelijk te reageren. Dit deed hij in de geautoriseerde paper Waarom ik reageer op kritiek?.
Een belangrijk punt van kritiek richtte zich op de Toronto Airport Christian Fellowship, officieel gelieerd aan de Vineyardbeweging. Beschuldigingen van ketterij worden minder geuit sinds de dood van Wimber in 1997.

## Vineyard in de Benelux
In 1994 sloot Jan Bernard Struik zich met zijn gemeente als eerste in Nederland aan bij de Vineyardbeweging. In 1999 begon hij een Vineyardkerk in Utrecht en was daar voorganger tot 2016. In de Benelux zijn 12 kerken aangesloten bij de beweging, in Utrecht, Wageningen, Amsterdam, Amersfoort, Dieren, Assen, Groningen, twee in Brussel, Gent, Antwerpen en Veurne. Een bekend lid is Joël Voordewind, Kamerlid voor de ChristenUnie. Sinds oktober 2016 is Menno Helmus voorzitter van de Vineyard Benelux.

## Voetnoten
1. ↑  (en) Timeline of the Vineyard Movement[dode link]
2. ↑  Mt. 18:15-17, Gal. 6:1, 1 Tim. 5:1
3. ↑  Laura Dijkhuizen en Henk Bakker (2017). Typisch evangelisch: een stroming in perspectief. Amsterdam: Ark Media, p.137